# جلاخة

دوران عجلة التجليخ في الجلاخة.

الجَّلاخة (الجمع: جَلَّاخَات) أو آلَة التَجْلِيخ (الجمع: آلَات التَجْلِيخ) هي إحدى آلات التشغيل التي تستخدم للتجليخ. وتعتبر عملية الجلخ آخر عمليات التصنيع لأي قطعة فهي بمثابة تشطيب نهائي للأسطح. وتعتبر عملية مهمة نظرا لأن عمليات التشغيل لا تعطي أسطح فائقة التشطيب مهما بلغ استواء السطح. وتلك العيوب تؤدي لتراكم المواد والأكاسيد وضعف المادة، لذا فهي بحاجة لجلخ المادة لزيادة استواء السطح للدرجة المطلوبة.
ويسمَّى العامل بهذه الصنعة جلَّاخ أو طرَّار.

## تعريف عام
آلة الجلخ تحتوي على عجل الجلخ الذي يمتلك طاقة عالية ليدور بسرعة مناسبة، وقاعدة وبعض التجهيزات للإمساك والحفاظ على ثبات المشغولة. ومن الممكن أن يكون رأس الآلة متحركا والمشغولة ثابتة أو العكس. ويمكن التحكم بعمق الجلخ عن طريق القياس باستخدام القدمة ذات الورنية أو بأخذ الإحداثيات من نظام التحكم باستخدام الحاسب (CNC).
آلة الجلخ تمسح المواد وتزيلها عن المشغولة عن طريق الحك، الأمر الذي يؤدي إلى إنتاج كميات كبير من الحرارة، مما يوجب وجود مُبرد ليقوم بتبريد المشغولة حتى لا يؤدي ارتفاح درجة الحرارة لتجاوز تسامحات التشغيل، كما أن ارتفاع درجة الحرارة يمكن أن يؤدي إلى تأكسد أو احتراق المشغولة أو الآلة. ويجدر الإشارة إلى أنه في بعض الأحيان يكون عمق الجلخ صغيرا وفي هذه الحالة تكون كمية الحرارة الناتجة صغيرة يمكن تجاهلها ويمكن الاستغناء وقتها عن سائل التبريد.

## أنواع آلات الجلخ
- جلاخة زاوية
- جلاخة نضدية

## وصلات خارجية
- الجلخ والصقل موقع الجياش
- الجلخ: صفحة الجلح موقع المعرفة